# Yuya Himeno
Yuya Himeno (姫野 宥弥 Himeno Yuya?, nacido el 27 de septiembre de 1996 en Oita) es un futbolista japonés que se desempeña como centrocampista en el Fujieda MYFC de la J3 League.

## Trayectoria

### Clubes
| Club                         | País  | Año    |
| ---------------------------- | ----- | ------ |
| Oita Trinita                 | Japón | 2015 - |
| Verspah Oita (cedido)        | Japón | 2015   |
| Thespakusatsu Gunma (cedido) | Japón | 2019   |
| Fujieda MYFC (cedido)        | Japón | 2020 - |

## Estadística de carrera

### J. League
| Club         | Año   | J. League | J. League | Copa J. League | Copa J. League | Total | Total |
| Club         | Año   | Part.     | Goles     | Part.          | Goles          | Part. | Goles |
| ------------ | ----- | --------- | --------- | -------------- | -------------- | ----- | ----- |
| Oita Trinita | 2015  | 2         | 0         | -              | -              | 2     | 0     |
| Oita Trinita | 2016  | 19        | 0         | -              | -              | 19    | 0     |
| Oita Trinita | 2017  | 12        | 0         | -              | -              | 12    | 0     |
| Total        | Total | 33        | 0         | 0              | 0              | 33    | 0     |